# タイタンIV

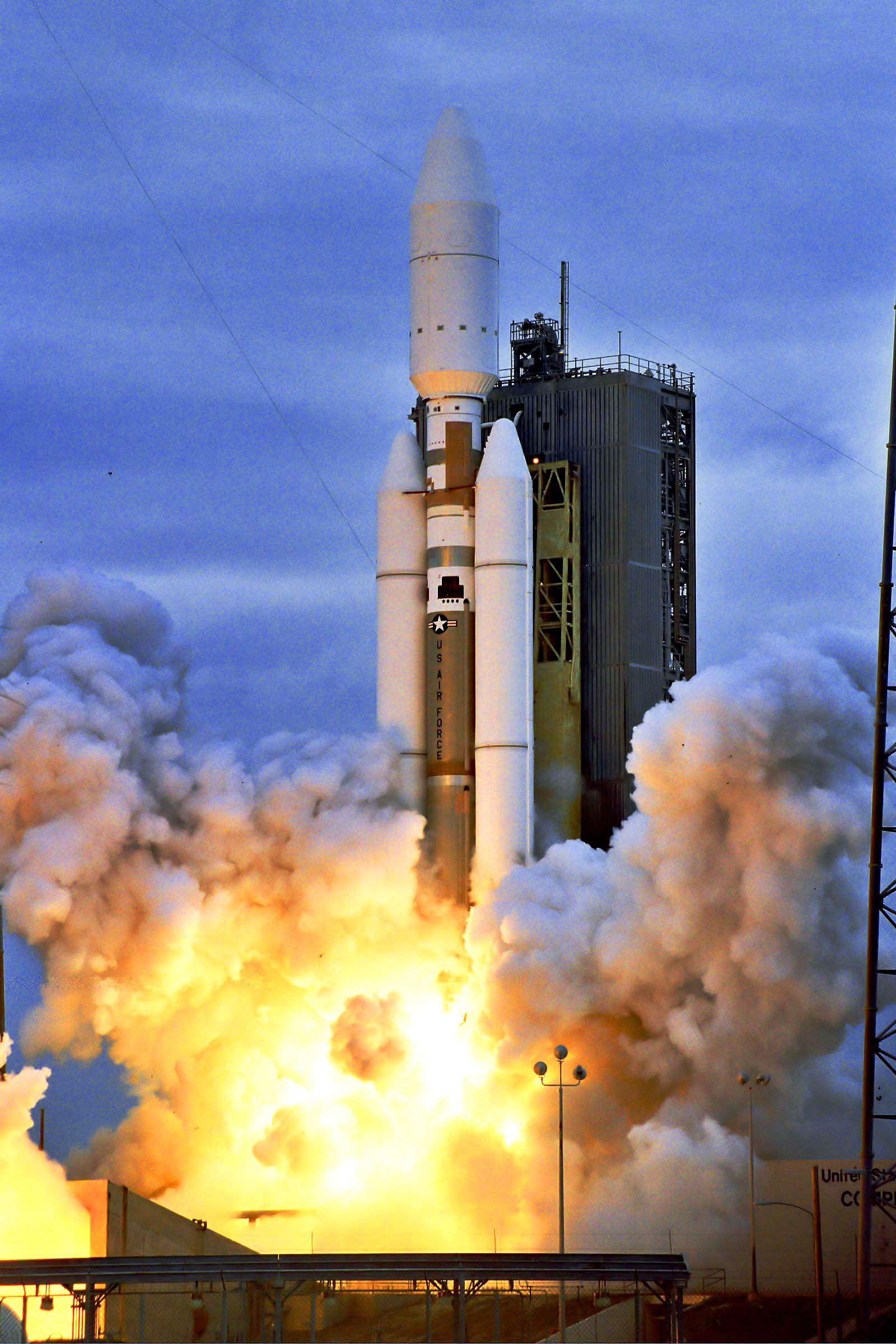
タイタンIV B

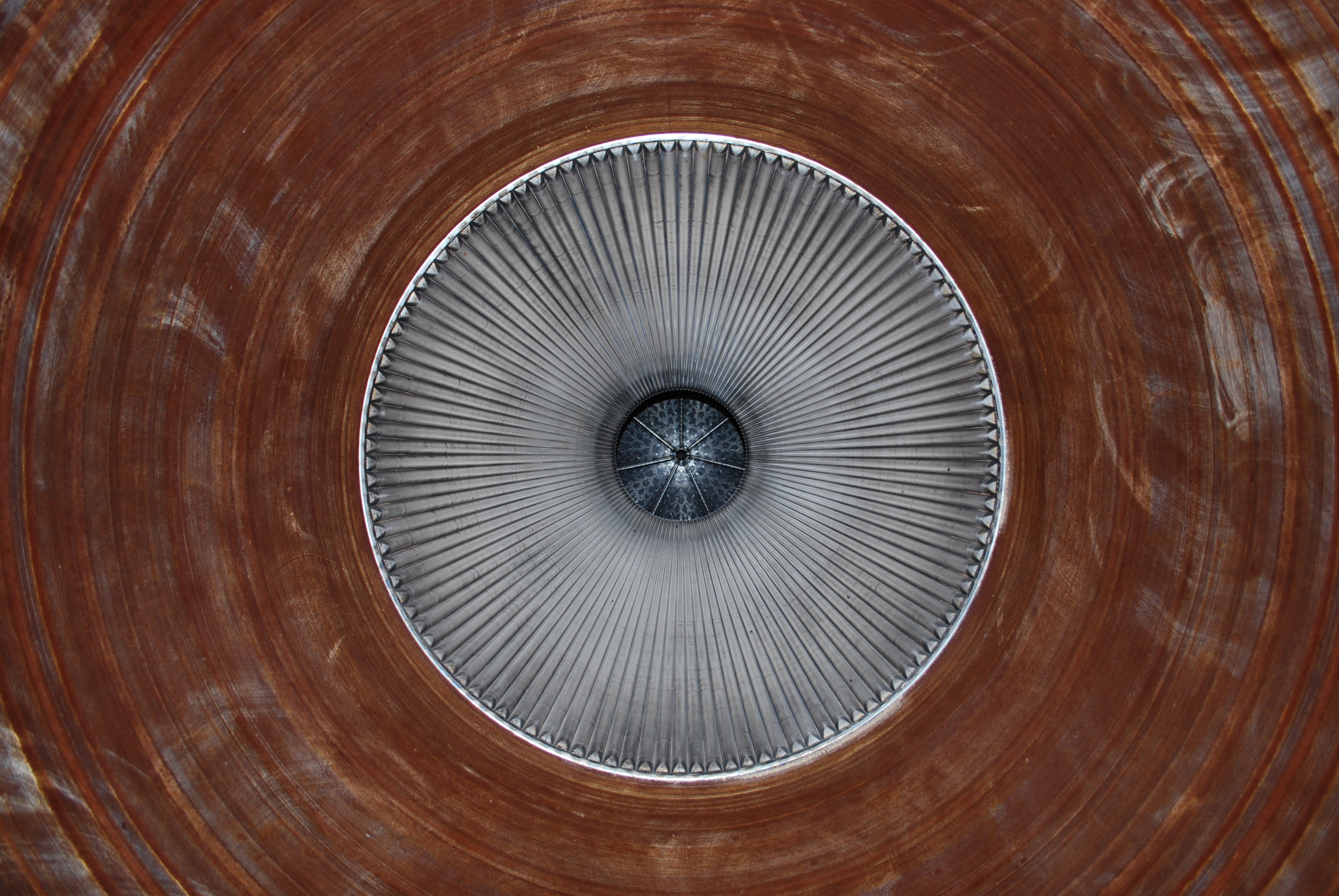
LR-91-AJ-11ロケットエンジン

タイタンIV (Titan IV) は、アメリカ空軍が運用していた衛星打ち上げ用使い捨て型ロケット(ELV)。タイタン・ロケット・シリーズの最終型として、1989年から2005年まで用いられた。打ち上げにはケープカナベラル空軍基地とヴァンデンバーグ空軍基地の打ち上げ施設が使用されていた。導入当時タイタンIVはアメリカ空軍が使用していた最大の無人ロケットだった。
タイタンIVはタイタンシリーズの最後のロケットだった。2005年に運用が高コストである事を理由に退役した。
ケープカナベラル空軍基地からのB-30の最後の打ち上げは2005年4月29日でヴァンデンバーグ空軍基地からの最後の打ち上げは2005年10月19日だった。
ロッキード・マーティン・スペース・システムズは政府の為にコロラド州デンバーでタイタンIVを生産した。

## 概要
1986年1月に発生したスペースシャトル・チャレンジャー号爆発事故はアメリカ合衆国の軍事衛星打ち上げ能力に問題をきたすものであった。そのため、アメリカ空軍では大型衛星も打ち上げ可能なタイタンIVを開発し、1989年から運用を開始した。
タイタンIVは2基の大型固体燃料ロケットブースターおよび2段式の液体燃料ロケットを基本形としている。必要に応じ最上段として、セントールロケット、IUSなどが追加される。液体燃料ロケットは酸化剤に四酸化二窒素 (N2O4)、燃料にエアロジン-50 (ヒドラジン)を用いる。打ち上げ施設はケープカナベラル空軍基地のSLC-40およびSLC-41、ヴァンデンバーグ空軍基地のSLC-4Eを用いた。
打ち上げ回数は39回、うち成功は35回。1997年からは初期型のタイタンIV Aに代わり、IV Bが用いられるようになった。最後の打ち上げは2005年10月19日である。

## 特徴
タイタンIVはスペースシャトルと同等のペイロードの打ち上げ能力を空軍に提供する為に開発された。タイタンIVは上段を伴わない打ち上げかIUSまたはセントールの2種類の上段を使用した打ち上げのどちらかだった。
タイタンIVは2本の固体燃料ブースターを2段式の液体燃料ロケットで構成された。2基の貯蔵可能な液体燃料ロケットでは燃料としてエアロジン-50、酸化剤として四酸化二窒素を使用した。これらの推進剤は自己着火性(接触するだけで燃焼する)で常温で保管できるのでタンクを断熱する必要がなかった。これによりロケットは長期間発射可能な状態で保管する事が可能だった。しかし両方の推進剤は非常に毒性が強い。
タイタンIVはフロリダ州のケープカナベラル空軍基地の第40、第41射場とカリフォルニア州のサンタバーバラの北へ60マイルのヴァンデンバーグ空軍基地のSLC-4E射場の東西両岸から発射された。射場は打ち上げの用途と目的に応じて選ばれた。

## 背景
タイタンシリーズは1955年10月にグレン・マーティン社(現在ロッキード・マーティンの一部門)が空軍から大陸間弾道ミサイルSM-68の生産を受注した事に始まる。それはアメリカ初の2段式ICBMであるタイタンIとして知られ、2番目の地下のサイロに垂直に貯蔵されるICBMとしてSM-65アトラスを置き換えた。タイタンⅠに使用された両方の段は液体酸素とRP-1を推進剤として使用した。タイタンシリーズにはタイタンIに似ているがより強力なタイタンIIがあった。LGM-25Cとして識別されるタイタンIIはアメリカ合衆国が当時開発した最大のミサイルだった。タイタンIIは新規開発された燃料にエアロジン-50、酸化剤として四酸化二窒素を使用するエンジンを搭載した。
タイタンIIIの開発はタイタンIIIAとして1961年に開始された。後年タイタンIIIシリーズと類似のタイタン34DからタイタンIVBに進化した。最後のタイタンIVAは1998年8月に打ち上げられた。最初のタイタンIVBは1997年2月23日に初めて打ち上げられた。タイタンIVBは新型の誘導装置、フライト・ターミネーションシステム、地上・チェックアウトシステム、固体燃料ロケット等が更新され、25%推力が向上した。
1980年代初頭にジェネラル・ダイナミクス社ではスペースシャトルを使用してアポロ月着陸船を軌道に投入し、タイタンIVでアポロ型の機械船を軌道上でランデブーして月面着陸の為ドッキングして月面へ向かう事を構想した。
計画ではスペースシャトルとアルミニウムでは大きなペイロードの重量の為にアルミニウムの代わりにアルミニウム・リチウム合金製の燃料タンクを使用したタイタンIVが必要だった。当初の計画は実現する事はなかったが1990年代にシャトルはより高軌道を周回するミール宇宙ステーションとランデブーする為にアルミニウム・リチウム合金製のタンクに換装した。
タイタンIVBは、発展型使い捨てロケットであるアトラスVとデルタ IVロケットが2005年に打ち上げられるようになり廃止された。タイタンIVBは1997年10月15日にカッシーニ土星探査機を打ち上げた。

## 仕様諸元
- 目的: 人工衛星の軌道投入
- 製造: ロッキード・マーティン アストロノーティクス
- エンジン:
  - 第0段 2本の補助固体燃料ロケット
  - 第1段にはLR-87液体燃料ロケットエンジンが使用される
  - 第2段にはLR-91液体燃料ロケットエンジンが使用される。
  - 上段にはセントールとIUSが選択できる。
- 誘導装置: ハネウェル製リングレーザージャイロスコープ誘導装置が1台
- 推力:
  - 第0段: 固体燃料ロケットで1基あたり離床時に170万ポンド(7.56 MN)の推力を生み出す
  - 第1段: LR-87は平均548,000ポンド(2.44 MN)の推力を生み出す
  - 第2段: LR-91は平均105,000ポンド(467 kN)の推力を生み出す
  - オプションのセントール上段は33,100ポンド(147 kN)でInertial Upper Stageは最大41,500ポンド(185 kN)の推力を生み出す
- 全長: 最大204 feet (62.17 m)
- 打ち上げ能力:
  - 低軌道へ最大47,800ポンド(21,680 kg)
  - 静止軌道へケープカナベラル空軍基地から打ち上げた場合は最大12,700ポンド(5,760 kg);
  - ヴァンデンバーグ空軍基地から低軌道へ打ち上げた場合は最大38,800ポンド(17,600 kg)
  - 静止軌道への投入:
    - セントール上段ロケットで12,700 pounds (5,760 kg)
    - IUSで5,250 pounds (2,380 kg)
- 最大離床重量: 約 220万ポンド (1,000,000 kg)
- 費用: 約250–35000万ドル,打ち上げ仕様に依存する
- 日付: 1989年6月
- 射場: ケープカナベラル空軍基地とヴァンデンバーグ空軍基地